# Eusebi d'Antioquia
Eusebi d'Antioquia fou un religiós grec de Síria nascut probablement a Antioquia, nebot de l'abat Marí, que va fundar el monestir de Corifa, entre Antioquia i Berea. A la mort del seu oncle el va succeir com abat. Per la seva austeritat va adquirir fama de sant i va tenir molts deixebles. Va morir a finals del segle iv. Com abat el va succeir Jacob, deixeble de Sant Julià de Sabas. L'església catòlica el considera sant.